# André Kvakkestad

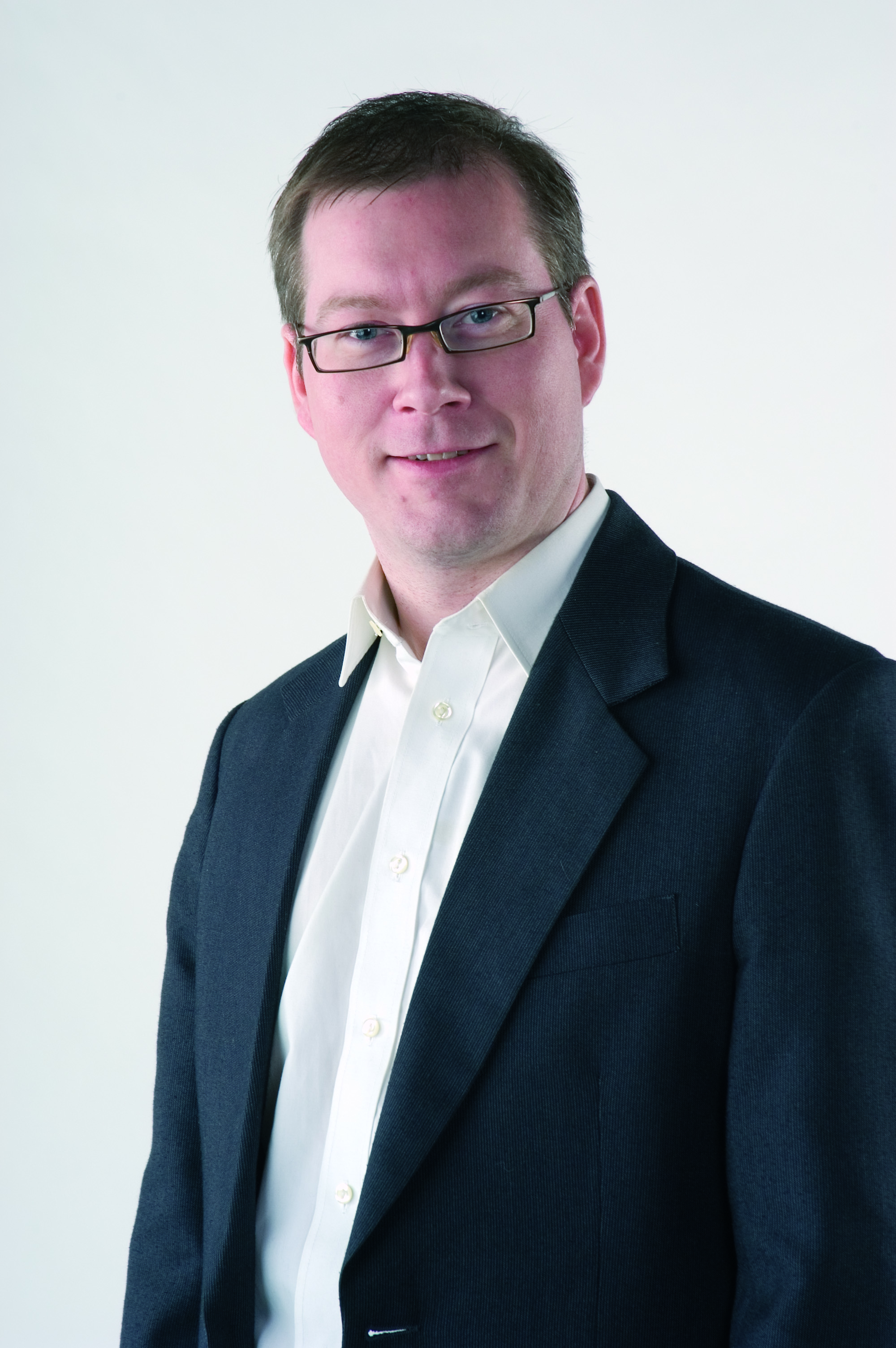
André Kvakkestad

André Kvakkestad (sinh ngày 28 tháng 10 năm 1971) là một luật sư và chính khách người Na Uy cho Đảng Tiến bộ.

## Tuổi thơ và giáo dục
Kvakkestad được sinh ra ở Oslo, là con trai của đạo diễn Willy R. Rahm và quản lý Elisabeth S. Kvakkestad. Ông học trường Hebekk (1978–84), trường Ski Lower Secondary (1984–87), trường Ski Upper Secondary (1987–1990) và học luật tại Đại học Oslo từ năm 1990 đến năm 1995. Từ năm 2007, ông đã có giấy phép làm luật sư.

## Đời tư
Sau khi nghỉ hưu tại quốc hội, Kvakkestad làm luật sư tại Ingfrid O. Tveit từ năm 2006 đến 2007, và sau đó với tư cách là chủ sở hữu duy nhất, Ông đã kết hôn và hiện đang cư trú tại Ski, Akershus. Kvakkestad là người đồng tính công khai.